# Ngô Văn Luật
Ngô Văn Luật là một chính khách Việt Nam. Ông từng giữ chức Bí thư Tỉnh ủy, Chủ tịch Hội đồng nhân dân tỉnh Bắc Ninh từ năm 2001 đến 2003, Chủ tịch Ủy ban nhân dân tỉnh Bắc Ninh.